# Thripsaphis caespitosae
Thripsaphis caespitosae är en insektsart. Thripsaphis caespitosae ingår i släktet Thripsaphis och familjen långrörsbladlöss. Inga underarter finns listade i Catalogue of Life.